# Alessandro Del Piero
Alessandro Del Piero (pronunție în italiană [alesˈsandro del ˈpjɛːro]; n. 9 noiembrie 1974, Conegliano, provincia Treviso, regiunea Veneto) este un fost fotbalist italian. Este considerat unul dintre cei mai mari jucători italieni din toate timpurile. A jucat cea mai mare parte din cariera sa pentru Juventus Torino, alături de care a câștigat 16 trofee naționale și internaționale, printre care 6 titluri în Serie A, un titlu în Seria B, o Coppa Italia și un trofeu UEFA Champions League. Are cele mai multe goluri marcate pentru Juventus din istoria echipei cu 208 goluri și este unul dintre cei mai mari marcatori din istoria Ligii Campionilor, cu 42 reușite. A fost campion mondial cu Italia în 2006.

## Biografie
Este pasionat de fotbal încă de mic și astfel începe să joace de la vârsta de 7 ani (1981) la echipa San Vendemiano. Rămâne aici până în anul 1988 când este transferat la echipa de serie B Padova. Aici evoluează din 1988 până în 1993. În această perioadă reușește să înscrie un gol în 14 meciuri. În anul 1993 este transferat la echipa italiană de fotbal Juventus Torino.
Începând cu primul an la Juventus și până în momentul de față , Alessandro a reușit să înscrie 200 de goluri (până la începutul celei de-a doua jumătăți a sezonului fotbalistic 2008-2009) doar în cadrul campionatului intern (Serie A și B). În afară de acestea se mai adaugă și golurile din cadrul Ligii Campionilor. Alături de Juventus a câștigat 7 campionate ale Italiei (1994-1995, 1996-1997, 1997-1998, 2001-2002, 2002-2003, 2004-2004-retras, 2005-2006-retras , 2011-2012), un trofeu Serie B (2006-2007) , un trofeu al Ligii Campionilor (1995-1996), o cupă Intercontinentală (1996), o super-cupă a Europei (1996), o cupă a Italiei (1994-1995), 4 super-cupe ale Italiei (1995, 1997, 2002, 2003)
Alessandro a scris istorie și la echipa națională de fotbal a Italiei printr-un număr mare de goluri, prin prezența la meciuri din cadrul campionatelor mondiale și europene, dar mai ales prin câștigarea Campionatului Mondial de Fotbal din Germania 2006.

## Statistici carieră

### Club
La 18 April 2014.
| Sezon         | Club          | Campionat     | Campionat | Campionat | Cupă    | Cupă   | Continental | Continental | Altele  | Altele | Total   | Total  |
| Sezon         | Club          | Campionat     | Meciuri   | Goluri    | Meciuri | Goluri | Meciuri     | Goluri      | Meciuri | Goluri | Meciuri | Goluri |
| ------------- | ------------- | ------------- | --------- | --------- | ------- | ------ | ----------- | ----------- | ------- | ------ | ------- | ------ |
| 1991–92       | Padova        | Serie B       | 4         | 0         | 0       | 0      | -           | -           | -       | -      | 4       | 0      |
| 1992–93       | Padova        | Serie B       | 10        | 1         | 0       | 0      | -           | -           | -       | -      | 10      | 1      |
| Total         | Total         | Total         | 14        | 1         | 0       | 0      | –           | –           | –       | –      | 14      | 1      |
| 1993–94       | Juventus      | Serie A       | 11        | 5         | 1       | 0      | 2           | 0           | -       | -      | 14      | 5      |
| 1994–95       | Juventus      | Serie A       | 29        | 8         | 10      | 1      | 11          | 1           | -       | -      | 50      | 10     |
| 1995–96       | Juventus      | Serie A       | 29        | 6         | 2       | 1      | 11          | 6           | 1       | 0      | 43      | 13     |
| 1996–97       | Juventus      | Serie A       | 22        | 8         | 4       | 0      | 6           | 4           | 3       | 3      | 34      | 15     |
| 1997–98       | Juventus      | Serie A       | 32        | 21        | 4       | 1      | 10          | 10          | 1       | 0      | 47      | 32     |
| 1998–99       | Juventus      | Serie A       | 8         | 2         | 1       | 0      | 4           | 0           | 1       | 1      | 14      | 3      |
| 1999–2000     | Juventus      | Serie A       | 34        | 9         | 2       | 1      | 9           | 2           | -       | -      | 45      | 12     |
| 2000–01       | Juventus      | Serie A       | 25        | 9         | 2       | 0      | 6           | 0           | -       | -      | 33      | 9      |
| 2001–02       | Juventus      | Serie A       | 32        | 16        | 4       | 1      | 10          | 4           | -       | -      | 46      | 21     |
| 2002–03       | Juventus      | Serie A       | 24        | 16        | 0       | 0      | 13          | 5           | 1       | 2      | 38      | 23     |
| 2003–04       | Juventus      | Serie A       | 22        | 8         | 4       | 3      | 4           | 3           | 1       | 0      | 31      | 14     |
| 2004–05       | Juventus      | Serie A       | 30        | 14        | 1       | 0      | 10          | 3           | -       | -      | 41      | 17     |
| 2005–06       | Juventus      | Serie A       | 33        | 12        | 4       | 5      | 7           | 3           | 1       | 0      | 45      | 20     |
| 2006–07       | Juventus      | Serie B       | 35        | 20        | 2       | 3      | -           | -           | -       | -      | 37      | 23     |
| 2007–08       | Juventus      | Serie A       | 37        | 21        | 4       | 3      | -           | -           | -       | -      | 41      | 24     |
| 2008–09       | Juventus      | Serie A       | 31        | 13        | 3       | 2      | 9           | 6           | -       | -      | 43      | 21     |
| 2009–10       | Juventus      | Serie A       | 23        | 9         | 1       | 2      | 5           | 0           | -       | -      | 29      | 11     |
| 2010–11       | Juventus      | Serie A       | 33        | 8         | 2       | 0      | 10          | 3           | -       | -      | 45      | 11     |
| 2011–12       | Juventus      | Serie A       | 23        | 3         | 5       | 2      | -           | -           | -       | -      | 28      | 5      |
| Total         | Total         | Total         | 513       | 208       | 56      | 25     | 127         | 50          | 9       | 6      | 705     | 289    |
| 2012–13       | Sydney        | A-League      | 24        | 14        | -       | -      | -           | -           | -       | -      | 24      | 14     |
| 2013–14       | Sydney        | A-League      | 24        | 10        | -       | -      | -           | -           | -       | -      | 24      | 10     |
| Total carieră | Total carieră | Total carieră | 575       | 233       | 56      | 25     | 127         | 50          | 9       | 6      | 767     | 314    |

^Include Supercoppa Italiana, UEFA Super Cup și Cupa Intercontinentală

### Internațional
| Echipa națională | An   | Meciuri oficiale | Meciuri oficiale | Meciuri amicale | Meciuri amicale | Total   | Total  |
| Echipa națională | An   | Meciuri          | Goluri           | Meciuri         | Goluri          | Meciuri | Goluri |
| ---------------- | ---- | ---------------- | ---------------- | --------------- | --------------- | ------- | ------ |
| Italia           | 1995 | 5                | 1                | 2               | 0               | 7       | 1      |
| Italia           | 1996 | 1                | 0                | 3               | 2               | 4       | 2      |
| Italia           | 1997 | 3                | 0                | 3               | 4               | 6       | 4      |
| Italia           | 1998 | 6                | 2                | 2               | 1               | 8       | 3      |
| Italia           | 1999 | 1                | 0                | 1               | 0               | 2       | 0      |
| Italia           | 2000 | 9                | 3                | 4               | 1               | 13      | 4      |
| Italia           | 2001 | 5                | 3                | 1               | 0               | 6       | 3      |
| Italia           | 2002 | 6                | 4                | 5               | 1               | 11      | 5      |
| Italia           | 2003 | 3                | 2                | 1               | 0               | 4       | 2      |
| Italia           | 2004 | 4                | 1                | 2               | 0               | 6       | 1      |
| Italia           | 2005 | 1                | 0                | 3               | 0               | 4       | 0      |
| Italia           | 2006 | 6                | 1                | 3               | 1               | 9       | 2      |
| Italia           | 2007 | 4                | 0                | 1               | 0               | 5       | 0      |
| Italia           | 2008 | 4                | 0                | 2               | 0               | 6       | 0      |
| Total            |      | 58               | 17               | 33              | 10              | 91      | 27     |

## Palmares

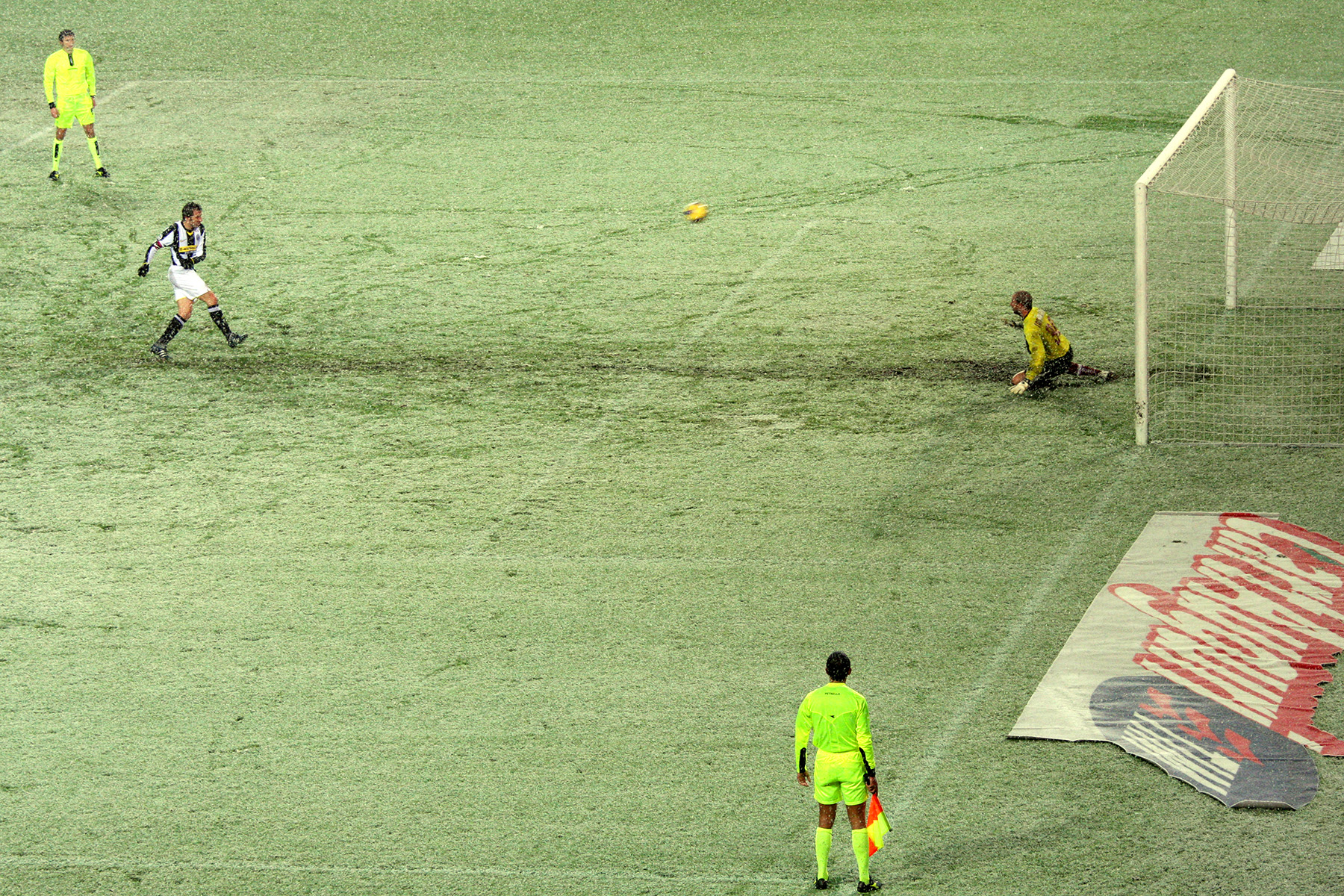
Al 250-lea gol al lui Del Piero marcat în poarta Reggina Calcio, Serie A 2008-2009

### Juventus
- Serie A (6): 1994–95, 1996–97, 1997–98, 2001–02, 2002–03, 2011–12 (a mai câștigat două în 2004-05 și 2005–06, dar au fost retrase clubului Juventus din cauza scandalului Calciopoli)
- Serie B (1): 2006–07
- Coppa Italia (1): 1994–95. Locul doi: 2001–02, 2003–04, 2011–12
- Supercoppa Italiana (4): 1995, 1997, 2002, 2003
- UEFA Champions League (1): 1995–96. Locul doi: 1996–97, 1997–98, 2002–03
- Cupa UEFA: Locul doi: 1994-95
- Supercupa Europei (1): 1996
- Cupa UEFA Intertoto (1): 1999
- Cupa Intercontinentală (1): 1996
- Torneo di Viareggio (1): 1994
- Campionato Nazionale Primavera (1): 1993-1994

### Italia
- Campionatul Mondial de Fotbal (1): 2006
- Campionatul European de Fotbal sub 21 (2): 1994, 1996
- Campionatul European de Fotbal: Locul doi: 2000

### Individual
- ESM Team of the Year: 1995–96, 1996–97, 1997–98
- Most Valuable Player Cupa Intercontinentală: 1996
- Fotbalistul european al anului sub 21: 1996
- FIFA 100
- UEFA Golden Jubilee Poll: Top 50 1954-2004, Top 250 1994-2003
- Premiul Național Giuseppe Prisco: 2006
- Special Prize Gentleman Silver Cup: 2006
- San Siro Gentleman Award Serie A: 2006
- Golden Foot pentru întreaga carieră: 2007
- Telegatto-Best Sportsman: 2007
- Scirea Award pentru întreaga carieră: 2008
- USSI Silver Ball: 2008
- Premiul Internațional pentru Sport și comportament civilizat-Ambasador al Sportului: 2009
- Sportivul anului Premiul de Aur: 2010
- Globe Soccer Award: 2011
- Novara Fair Play Award: 2011[8]
- Oscar AIC-Fotbalistul italian al anului: 1998, 2008
- Oscar AIC-Cel mai bun marcator: 2008
- Oscar AIC-Premiul fanilor Serie A: 2001, 2008
- Oscar AIC-Award pentru întreaga carieră: 2011
- UEFA Champions League Top scorer: 1995-96 (6 goluri), 1997–98 (10 goluri)
- Tournoi de France-Top scorer: 1997 (3 goluri)
- Coppa Italia-Cel mai bun marcator: 2005-06 (5 goluri)
- Serie B-Cel mai bun marcator: 2006-2007 (20 de goluri)
- Serie A-Cel mai bun marcator: 2007-2008 (21 de goluri)